# Javamoos
Das Javamoos (Taxiphyllum barbieri, ehemals Vesicularia dubyana Brotherus und Hypnum dubyanum C.Müll.) ist eine Moosart, die häufig in Aquarien oder Terrarien gepflegt wird. Es stammt aus Südostasien (China, Thailand, Indonesien), wo es an Flussufern sowohl innerhalb als auch außerhalb des Wassers wächst, es ist bei der Wasserqualität nicht sehr anspruchsvoll. Angeblich kommt es sogar mit leicht brackigem Wasser zurecht.
Javamoos wird nicht mehr der Gattung Vesicularia zugeordnet, sondern der Gattung Taxiphyllum. Der wissenschaftliche Name ist Taxiphyllum barbieri. Der wissenschaftliche Name Vesicularia dubyana wird dem Singapurmoos zugeordnet.
Vom Habitus her handelt es sich um eine typische Hypnacee mit einfach und locker fiedrig verzweigten Stämmchen und hell- bis sattgrüner Farbe.

## Haltung
In Terrarien mit hoher Luftfeuchtigkeit kann man von dieser Art den Boden überwuchern lassen, indem man es auf das Substrat oder zwischen zwei Steine setzt.
Als Dekorationsmittel zum Bewachsen von Moorkienholz und Steinen, als Ablaichpflanze in Zuchtbecken oder als Jungfischversteck ist dieses Moos unter Aquarianern sehr beliebt. Das breite Temperaturspektrum ermöglicht einen Einsatz in vielen Becken.
Um das Moos in einem Aquarium an eine bestimmte Stelle zu setzen, kann man es dort mit einem Netz oder einem Faden befestigen, bis es nach einigen Wochen Rhizoide gebildet hat, die es am Untergrund festhalten. Es reicht auch, wenn man das Moos zwischen zwei Steinen einklemmt.
Als Unterlage nimmt die Art mit allem Vorlieb, was sie finden kann. Sie wächst auf Erde, rauen oder glatten Steinen und Holz ebenso wie auf den Plastikschläuchen von Aquarienpumpen. Selbst an Glaswänden findet es Halt, sofern diese nicht komplett algenfrei sind.
Da das Moos in Aquarien dichte Geflechte bildet, eignet es sich hervorragend als Laichmöglichkeit für kleinere Fische. Außerdem kann es viele Mikroorganismen beherbergen, so dass insbesondere Wirbellose wie etwa Garnelen der Gattung Caridina dieses häufig nach Futter durchsuchen.
Andererseits sammelt sich mit der Zeit auch viel Detritus (zerfallende organische Substanzen) in den Moospolstern an. Deshalb müssen diese regelmäßig ausgewaschen und ausgelichtet werden. Weiterhin ist das Moos auch gegen Veralgung empfindlich.

## Geschichte
In den 1930er Jahren wurde das Moos durch das Zoologische Institut der Universität Wien importiert, welches Pflanzen aus dem Botanischen Garten von Buitenzorg auf der Insel Java bestellte (dieser Insel verdankt die Art ihren Namen).

## Fortpflanzung
Außerhalb des Wassers bildet das Moos bräunliche Kapseln. Da jedoch das Javamoos selbst unter mäßigen Lichtbedingungen in der Regel noch reichlich wächst, findet die Vermehrung durch Sporen meist nicht statt. Die Vermehrung ist sehr simpel, es müssen nur kleine Teile vorhanden sein, um neue Kolonien auszubilden.